# 1897년 이탈리아 총선
1897년 이탈리아 총선은 이탈리아 하원 508인을 선출하기 위한 첫 선거로 1897년 3월 21일 1차 투표, 3월 28일 2차 투표가 치러졌다. 역사적 좌파 진영이 508석 중 327석을 차지하여 원내 제1당이자 거대 여당 지위를 유지하였다.
1882년 이탈리아 총선 이래 한 선거구당 2~5석의 중선거구제로 시행되었다.

## 상세
1896년 3월 제1차 이탈리아-에티오피아 전쟁 당시 에티오피아 아드와에서 이탈리아군이 대패한 것을 계기로 이탈리아 각지의 도시에서 봉기가 일어나자 프란체스코 크리스피 전 총리가 사퇴하였다.
원내 최다의석수를 지닌 역사적 좌파 세력은 역사적 우파 진영의 안토니오 디 루디니를 총리로 삼아 내각을 출범시켰고, 루디니는 역사적 극좌 성향의 카발로티의 선거운동에 힘을 실어주어 총선에서 힘을 실어주며 모두가 도와가며 승리하는 결과를 낳았다.
1897년 말 이탈리아 사법당국은 하원에 크리스피 전 총리를 횡령 혐의로 기소 허가 신청서를 제출하였다. 의회 조사위원회는 1893년 총리직에 오른 크리스피가 비밀경호국 금고가 비어 있는 것을 발견하고, 국립은행에서 돈을 빌려 자금을 조달한 뒤, 재무부에서 정기적으로 부여한 월 할부금으로 상환하였다는 사실을 알아냈다. 위원회는 이러한 상환절차의 불규칙성을 고려하여 불신임결의를 제안하되 기소는 승인하지 않기로 했다.
루디니 내각은 아드와 전투에서의 대패의 여파로 보수 성향의 예비역 장군인 체사레 리코티마냐니를 내각장차관으로 임명하였다. 리코티 마냐니 장관은 아디스아바바 조약을 체결하여 제1차 이탈리아-에티오피아 전쟁을 마무리하고 에티오피아를 독립국으로 승인하였다. 그러나 아비시니아 위기에 관한 공문서에서 영국과의 비밀서신을 무단 게재하는 바람에 영국과의 관계를 위험에 빠뜨리는 실책을 저지르기도 했다. 또 한편으로 루디니 내각은 크리스피 전 정부에서 파시 시칠리아니 세력의 진압과정이 너무 과하고 잔혹했다는 점을 인정하고 기존에 투옥되었던 파시 조직원들을 사면 출소 처리하였다.

## 참여 정당
카를로 스포르차가 이끄는 이탈리아 공화당 (PRI)가 새로운 정당으로 선거에 참여하였다. 이탈리아 공화당의 유래는 1860년대 이탈리아 통일 당시로 거슬러 올라가며, 그 중에서도 주세페 마치니, 카를로 카타네오, 카를로 피사카네 등이 활약한 민주공화파가 기원이다.
| 정당 | 정당            | 성향     | 대표                        |
| ---- | --------------- | -------- | --------------------------- |
|      | 역사적 좌파     | 자유주의 | 조반니 졸리티               |
|      | 역사적 우파     | 보수주의 | 안토니오 스트라바 디 루디니 |
|      | 역사적 극좌     | 급진주의 | 펠리체 카발로티             |
|      | 이탈리아 공화당 | 공화주의 | 조반니 보비오               |
|      | 이탈리아 사회당 | 사회주의 | 안드레아 코스타             |

## 선거 결과
|                       |                 |         |   |           |        |
| 정당                  | 정당            | 득표수  | % | 의석수    | 변화   |
|                       | 역사적 좌파     |         |   | 327 / 508 | -7     |
|                       | 역사적 우파     |         |   | 99 / 508  | -5     |
|                       | 역사적 극좌     |         |   | 42 / 508  | -5     |
|                       | 이탈리아 공화당 |         |   | 25 / 508  | (신당) |
|                       | 이탈리아 사회당 |         |   | 15 / 508  | 0      |
| 총합                  | 총합            |         |   | 508       | 0      |
| 유효표                | 1,199,575표     | 96.62%  |   |           |        |
| 무효표                | 41,911표        | 3.38%   |   |           |        |
|                       |                 |         |   |           |        |
| 총 투표수             | 1,241,486표     | 100.00% |   |           |        |
| 유권자 (투표율)       | 2,120,909표     | 58.54%  |   |           |        |
| 출처: Nohlen & Stöver |                 |         |   |           |        |